# Championnat de Cuba de football 1982
Navigation
Saison 1998
La saison 1982 du Championnat de Cuba de football est la soixante-huitième édition du Campeonato Nacional de Fútbol, le championnat de première division à Cuba. Les huit équipes engagées sont regroupées au sein d'une poule unique où elles s'affrontent deux fois, à domicile et à l'extérieur. À l'issue de la saison, le dernier est relégué tandis que l'avant-dernier doit disputer un barrage de promotion-relégation face au vice-champion de deuxième division. 
C'est le double tenant du titre, le FC Villa Clara qui remporte à nouveau la compétition cette saison après avoir terminé en tête du classement final, ne devançant le FC Cienfuegos et le FC Ciudad de La Habana que grâce à une meilleure différence de buts. Il s'agit du troisième titre de champion de Cuba de l'histoire du club.

## Les clubs participants
- FC Villa Clara
- FC Cienfuegos
- FC Ciudad de La Habana
- FC Pinar del Río
- CF Camagüey
- FC La Habana
- FC Matanzas
- FC Ciego de Ávila

## Compétition
Le barème de points servant à établir le classement se décompose ainsi :
- Victoire : 2 points
- Match nul : 1 point
- Défaite : 0 point

### Classement
| Rang | Équipe                 | Pts | J  | G | N | P | Bp | Bc | Diff |
| ---- | ---------------------- | --- | -- | - | - | - | -- | -- | ---- |
| 1    | FC Villa ClaraT        | 20  | 14 | 8 | 4 | 2 | 30 | 9  | +21  |
| 2    | FC Cienfuegos          | 20  | 14 | 7 | 6 | 1 | 20 | 8  | +12  |
| 3    | FC Ciudad de La Habana | 20  | 14 | 7 | 6 | 1 | 16 | 8  | +8   |
| 4    | FC Pinar del Río       | 13  | 14 | 4 | 5 | 5 | 15 | 14 | +1   |
| 5    | FC La Habana           | 11  | 14 | 3 | 5 | 6 | 13 | 22 | -9   |
| 6    | CF Camagüey            | 11  | 14 | 3 | 5 | 6 | 7  | 10 | -3   |
| 7    | FC Matanzas            | 9   | 14 | 2 | 5 | 7 | 12 | 26 | -14  |
| 8    | FC Ciego de Ávila      | 8   | 14 | 1 | 6 | 7 | 10 | 26 | -16  |

|  | Champion de Cuba 1982                            |
|  | Participation au barrage de promotion-relégation |
|  | Relégation directe en deuxième division          |
|  | T : Tenant du titre                              |

### Matchs

#### Barrage de promotion-relégation
L'avant-dernier de première division, le FC Matanzas, affronte le vice-champion de D2, le FC Santiago de Cuba. Les résultats ne sont pas connus mais il s'avère que Santiago de Cuba est promu et prend donc la place du FC Matanzas parmi l'élite.

## Bilan de la saison
| Championnat de Cuba de football 1982    |                           |
| Champion                                | FC Villa Clara (3e titre) |
| Qualifications continentales            |                           |
| Coupe des champions de la CONCACAF 1983 | Aucun                     |
| Promotions et relégations               |                           |
| Promus en Campeonato Nacional           | FC Las Tunas              |
| Promus en Campeonato Nacional           | FC Santiago de Cuba       |
| Relégués en Campeonato Provincial       | FC Matanzas               |
| Relégués en Campeonato Provincial       | FC Ciego de Ávila         |